# Vlaams Economisch Sociaal Overlegcomité
Het Vlaams Economisch Sociaal Overlegcomité, of kortweg VESOC, is het tripartiet overlegorgaan van de Vlaamse sociale partners met de Vlaamse regering. 
Voorzitter is minister-president Jan Jambon.

## Missie
In de VESOC voeren de vakbonden en werkgeversorganisaties het sociaal overleg met de Vlaamse Regering over sociaal-economische thema’s. De regering is er toe gebonden elke consensus die bereikt wordt binnen dit orgaan uit te voeren. De sociale partners van hun kant zijn verplicht deze consensussen te verdedigen bij hun achterban en mee te werken aan de uitvoering ervan.
Alle thema's met een sociaal-economische dimensie die behoren tot de bevoegdheid van de Vlaamse Gemeenschap of het Vlaams Gewest, alsook alle onderwerpen die het akkoord, advies of de betrokkenheid van de Vlaamse regering vereisen behoren tot de overlegthema's van het VESOC. Daarnaast kan dit orgaan ook andere punten op zijn agenda plaatsen. Zo is het VESOC onder meer bevoegd voor het afsluiten van Vlaamse werkgelegenheidsakkoorden, de zogenaamde Vlaamse Intersectorale Akkoorden (VIA).
Het secretariaat van de VESOC wordt verzorgd door de Sociaal-Economische Raad van Vlaanderen (SERV).

## Samenstelling
Het VESOC wordt voorgezeten door de Vlaamse minister-president en bestaat uit een delegatie van de Vlaamse regering, acht leden die de werkgevers, de middenstand en de boerenstand vertegenwoordigen en uit acht leden die de werknemers vertegenwoordigen.

### Huidige samenstelling
- Vertegenwoordigers namens de regering[5]
  - Voorzitter
    - Geert Bourgeois (N-VA), Vlaams minister-president en Vlaams minister van Buitenlands Beleid en Onroerend Erfgoed

  - Overige ministers
    - Hilde Crevits (CD&V), viceminister-president van de Vlaamse Regering en Vlaams minister van Onderwijs
    - Philippe Muyters (N-VA), Vlaams minister van Werk, Economie, Innovatie en Sport
    - Annemie Turtelboom (Open VLD), viceminister-president van de Vlaamse Regering en Vlaams minister van Begroting, Financiën en Energie

Indien de dagorde het vereist kunnen ook andere Vlaamse minister de vergaderingen bijwonen
- Vertegenwoordigers names de werknemers
  - Vlaams ABVV
    - Caroline Copers, algemeen secretaris Vlaams ABVV
    - Jean-Marie Debaene, hoofd studiedienst Vlaams ABVV
    - Werner Van Heetvelde, federaal secretaris Vlaams ABVV

  - ACV
    - Piet Callens, secretaris ACV Waas & Dender
    - Justin Daerden, nationaal verantwoordelijke ACV Bouw en Industrie
    - Ann Vermorgen, nationaal secretaris ACV
    - Marije Persoone, adjunct-algemeen secretaris LBC-NVK

  - Vlaams ACLVB
    - Hugo Engelen, gewestsecretaris Vlaams ACLVB

- Vertegenwoordigers namens de werkgevers
  - Boerenbond
    - Sonja De Becker, voorzitter  Boerenbond

  - Unizo
    - Johan Bortier, directeur studiedienst UNIZO
    - Karel Van Eetvelt, gedelegeerd bestuurder UNIZO

  - Voka
    - Frank Beckx, gedelegeerd bestuurder Essenscia Vlaanderen
    - Niko Demeester, secretaris-generaal Voka
    - Jo Libeer, gedelegeerd bestuurder Voka
    - Sonja Teughels, senior adviseur arbeidsmarkt Voka

  - Verso
    - Bruno Aerts, directeur Verso

- Raadgevende stem
  - waarnemend Martin Reubens, secretaris-generaal Dep. Diensten voor het Algemeen regeringsbeleid
  - Dirk Vanderpoorten, secretaris-generaal Dep. Werk en sociale economie
  - Pieter Kerremans, administrateur-generaal SERV
  - Esther Deman, adjunct-administrateur-generaal SERV

Sociaal overleg · Collectieve arbeidsovereenkomst (CAO) · Vlaams Intersectoraal Akkoord (VIA)
Sociaal-Economische Raad van Vlaanderen (SERV) · Vlaams Economisch Sociaal Overlegcomité (VESOC)